# Mujeres y economía: un estudio sobre la relación económica entre hombres y mujeres como factor de la evolución social
Mujeres y economía: un estudio sobre la relación económica entre hombres y mujeres como factor de la evolución social (en su inglés original: Women and Economics: A Study of the Economic Relation Between Men and Women as a Factor in Social Evolution) es un libro escrito por Charlotte Perkins Gilman y publicado en 1898.  Es considerado por algunos como la mejor obra de la escritora, y como otros de sus escritos, examina los temas de la transformación del matrimonio, la familia y el hogar, y su argumento central es «la independencia económica y la especialización de las mujeres como fundamentos para la mejora del matrimonio, la maternidad, la industria doméstica, y la mejora racial».
La década de 1890 fue un periodo de intenso debate político y desafío económico, donde el movimiento feminista reivindicaba el voto femenino entre otras reformas. Las mujeres se encontraban «incorporándose a la población activa de forma importante, buscando nuevas oportunidades y dando forma a nuevas definiciones de ellas mismas». Fue a finales de esta tumultuosa década que emergió el libro de Gilman.

## Resumen y temas
Gilman argumenta principalmente que las mujeres deben cambiar sus identidades culturales. Desde el principio, menciona que el ser humano es la única especie donde las mujeres dependen del género masculino para sobrevivir. La mujer salda la deuda de esta dependencia a través de servicios domésticos o sexuales.  Gilman argumenta que las mujeres «trabajan más duramente y por más tiempo que la mayoría de los hombres, y no solo en las tareas propias de la maternidad». Además, Gilman dice que los hombres dirigen las actividades femeninas. Estas distinciones sexuales llevan a una mala distribución del poder y han perjudicado a ambos géneros, en opinión de Gilman.
Dichas distinciones de sexo relegan a las mujeres y permiten al hombre reclamar el mérito del progreso humano. Gilman argumenta que las mujeres cumplen dos roles, el de madre y el de mártir, y transmiten esos roles a sus hijos, perpetuando la imagen de las mujeres como trabajadoras no remuneradas y cuidadoras. Este hecho ha atrofiado la creatividad de las mujeres y su crecimiento personal.
Si bien la autora era sufragista, no creía que el progreso femenino dependiera exclusivamente del derecho a votar, sino que debía basarse «en el cambio legal, social, mental y psicológico, el cual marca el avanzar de las madres para desempeñar su papel en el mundo».
Gilman también constata el hecho de que las mujeres más pobres, que son quienes pueden menos permitírselo, tienen más hijos, mientras que las mujeres más ricas tienen menos hijos. En la era agrícola se necesitaban más niños para ayudar en las tareas del campo; sin embargo, en la era industrial un mayor número de hijos implicaba más trabajo para la madre. Al mismo tiempo, Gilman opinaba que la maternidad era «el deber y gloria común de la feminidad», y las mujeres elegirían «profesiones compatibles con la maternidad».
Respecto al rol de cuidadoras, Gilman expone que también se requiere de las mujeres que sean educadoras. Sin embargo, en opinión de la autora, no hay pruebas que señalen que las mujeres que se sacrifican para ser cuidadoras y educadoras tengan hijos más preparados. Gilman cree que otras personas pueden ayudar con estas tareas e incluso hacerlo de forma más efectiva. Gilman era una de las primeras en proponer la profesionalización de las tareas del hogar, aleccionando a las mujeres a contratar amas de casa y cocineras para liberarlas de las labores caseras. Gilman concibió casas sin cocina, y diseñó cocinas cooperativas en edificios de apartamentos para ayudar a las mujeres a equilibrar trabajo y familia, y proporcionar apoyo social para las esposas que seguían confinadas en sus casas. Esto aumentaría la participación de las mujeres en la vida laboral y permitiría una existencia más mundana. Gilman pensaba que las mujeres podían desear tener un hogar y vida familiar, pero no deberían tener toda la responsabilidad derivada de ello. Gilman declaró que estos cambios tarde o temprano se traducirían en «mejor maternidad y paternidad, mejor infancia y niñez, mejor alimentación, mejores hogares; mejor sociedad».

## Recepción
Women and Economics fue universalmente aclamado cuando se publicó. Gilman se convirtió en la «líder intelectual del movimiento de mujeres». Se tradujo a siete idiomas y se lo comparó con The Subjection of Women de John Stuart Mill. Tuvo buena acogida entre los eruditos, a pesar de su falta de rigor académico. También se ganó el respeto de los críticos más conservadores, aunque un poco a regañadientes. Un revisor de The Independent escribió: «Aunque las ideas de esta autora no nos atraigan, hay que admitir que hay algo de fuerza en sus críticas, y que algunas de sus sugerencias son razonables». Los amigos feministas de Gilman y otros colegas elogiaron la obra: Jane Addams la calificó como «obra maestra»; Florence Kelley escribió que era «la primera contribución real y substancial hecha por una mujer a la ciencia económica».
No todas las opiniones fueron positivas. El Chicago Tribune escribió que el libro «carece de belleza; es demasiado inteligente... no suscita reverberaciones profundas del alma... pero podemos citarlo y recordar sus puntos».

## Interpretación y análisis
La mayor parte de las obras que escribió Gilman con posterioridad, de ficción y no ficción, se basaron en ideas y conceptos introducidos en Women and Economics. Algunas de las propuestas de la autora, como la profesionalización de la enseñanza de los niños y las tareas del hogar fueron consideradas radicales en su época. Gilman se opone en su libro al castigo corporal, creyendo en cambio que los padres deberían razonar con sus hijos.  También aconseja tener un diálogo abierto acerca del sexo, a pesar de sus inquietudes con respecto al tema y su denuncia de los placeres sexuales en general.
Los estudiosos han señalado que Gilman se basó en distintas fuentes para crear su síntesis. Tomó prestado algunos conceptos: que el terreno de la producción es central para la vida humana y que el lugar de trabajo es un área tanto de opresión como de liberación lo adoptó de Karl Marx, sustituyendo clase social por género; de Charles Darwin tomó la teoría de la evolución y el darwinismo social; de Thorstein Veblen obtuvo la idea de que las mujeres son sujeto de cambio entre los hombres; del sociólogo Lester Ward utilizó la idea de que las mujeres, más que los hombres, fueron el origen de la evolución. Aunque la autora utilizó conceptos de estos pensadores, no formó parte de los movimientos que inspiraron. También le influyó el trabajo Looking Backward de Edward Bellamy.
A Gilman se la ha calificado como «la feminista más original que Estados Unidos haya producido nunca»,  pero ella rechazó el término «feminista» por sentirse incómoda con la liberación sexual que propugnaba parte del pensamiento feminista. Barbara Ehrenreich y Deirdre English, dos estudiosas feministas, declararon que Women and Economics fue «la ruptura teórica para toda una generación de feministas, no apelando a lo recto o a lo moral, sino a la teoría de la evolución». A la inversa, una erudita afirmó que «El feminismo evolutivo de Gilman no proporciona un modelo a imitar al feminismo contemporáneo», a pesar de ser utilizado en clases universitarias, pero puede ofrecer un visión alternativa de los problemas sociales a los que se enfrentan las mujeres.
En Women and Economics, Gilman analiza la intersección entre clase y el género, pero ignora casi por completo la raza. Parece bastante claro que cuando hace referencia a «la raza», se refiere a la raza blanca. En otros trabajos trata a las otras razas como inferiores y pertenecientes a la parte inferior de la escalera evolutiva, «tomando en consideración las mismas opiniones del darwinismo social que despreciaba cuando se aplicaban al género».